# خط راه‌آهن مراغه-ارومیه
خط راه‌آهن مراغه-ارومیه یک خط راه‌آهن در کشور ایران است.
این خط که در سال ۱۳۸۰ شروع به ساخت شده ایستگاه راه‌آهن مراغه از خط راه‌آهن آذربایجان (تهران-تبریز) منشعب می‌شود در سال ۱۳۹۲ فاز اول آن از شهر مراغه به مهاباد افتتاح شده و فاز دوم آن از مهاباد به ایستگاه راه‌آهن ارومیه در ۲۸ آبان ۱۳۹۷ به بهره‌برداری رسیده‌است. کل طول این مسیر ۱۸۰ کیلومتر است.

## ایستگاه‌ها
| ایستگاه‌ها  | تقاطع‌ها     |
| ---------- | ----------- |
| مراغه      | تهران-تبریز |
| ملکان      |             |
| میاندوآب   |             |
| قز قلعه    |             |
| مهاباد     |             |
| نقده       |             |
| شیرین بلاغ |             |
| رشکان      |             |
| ارومیه     |             |